# Магнус Пяяйярві-Свенссон
Магнус Пяяйярві-Свенссон (швед. Magnus Pääjärvi-Svensson; народився 12 квітня 1991 у м. Норчепінг, Швеція) — шведський хокеїст, лівий нападник. Виступає за «Сент-Луїс Блюз» у Національній хокейній лізі. 
Вихованець хокейної школи ХК «Мальме». Виступав за ХК «Тімро», «Едмонтон Ойлерс».
У складі національної збірної Швеції учасник чемпіонатів світу 2010 і 2011. У складі молодіжної збірної Швеції учасник чемпіонатів світу 2008, 2009 і 2010. У складі юніорської збірної Швеції учасник чемпіонатів світу 2008 і 2009.

## Досягнення
- Чемпіон світу (2018).
- Срібний призер чемпіонату світу (2011).
- Бронзовий призер (2010).